# Bassia
Bassia All. è un genere di piante della famiglia Amaranthaceae.

## Tassonomia
Il genere comprende le seguenti specie:
- Bassia aegyptiaca Turki, El Shayeb & F.Shehata
- Bassia angustifolia (Turcz.) Freitag & G.Kadereit
- Bassia arabica (Boiss.) Maire & Weiller
- Bassia dinteri (Botsch.) A.J.Scott
- Bassia eriophora (Schrad.) Asch.
- Bassia hyssopifolia (Pall.) Kuntze
- Bassia indica (Wight) A.J.Scott
- Bassia laniflora (S.G.Gmel.) A.J.Scott
- Bassia lasiantha Freitag & G.Kadereit
- Bassia monticola (Boiss.) Kuntze
- Bassia muricata (L.) Asch.
- Bassia odontoptera (Schrenk) Freitag & G.Kadereit
- Bassia pilosa (Fisch. & C.A.Mey.) Freitag & G.Kadereit
- Bassia prostrata (L.) Beck
- Bassia salsoloides (Fenzl) A.J.Scott
- Bassia scoparia (L.) A.J.Scott
- Bassia stellaris (Moq.) Bornm.
- Bassia tianschanica (Pavlov) Freitag & G.Kadereit
- Bassia tomentosa (Lowe) Maire & Weiller
- Bassia villosissima (Bong. & C.A.Mey.) Freitag & G.Kadereit